# Tripterygiidae
Famille
Les Tripterygiidae sont une famille de poissons marins appartenant à l'ordre des Blenniiformes et au sous-ordre des Blennioidei.

## Genres
Selon World Register of Marine Species (25 février 2015) :
- genre Grahamina
- sous-famille Notoclininae
  - genre Brachynectes Scott, 1957
  - genre Notoclinus Gill, 1893
- sous-famille Tripterygiinae
  - genre Acanthanectes Holleman & Buxton, 1993
  - genre Apopterygion Kuiter, 1986
  - genre Axoclinus Fowler, 1944
  - genre Bellapiscis Hardy, 1987
  - genre Blennodon Hardy, 1987
  - genre Ceratobregma Holleman, 1987
  - genre Cremnochorites Holleman, 1982
  - genre Crocodilichthys Allen & Robertson, 1991
  - genre Cryptichthys Hardy, 1987
  - genre Enneanectes Jordan & Evermann, 1895
  - genre Enneapterygius Rüppell, 1835
  - genre Forsterygion Whitley & Phillipps, 1939
  - genre Gilloblennius Whitley & Phillipps, 1939
  - genre Grahamina
  - genre Helcogramma McCulloch & Waite, 1918
  - genre Helcogrammoides Rosenblatt, 1990
  - genre Karalepis Hardy, 1984
  - genre Lepidoblennius Steindachner, 1867
  - genre Lepidonectes Bussing, 1991
  - genre Matanui Jawad & Clements, 2004
  - genre Norfolkia Fowler, 1953
  - genre Notoclinops Whitley, 1930
  - genre Ruanoho Hardy, 1986
  - genre Springerichthys Shen, 1994
  - genre Trianectes McCulloch & Waite, 1918
  - genre Trinorfolkia Fricke, 1994
  - genre Tripterygion Risso, 1827
  - genre Ucla Holleman, 1993

## Galerie

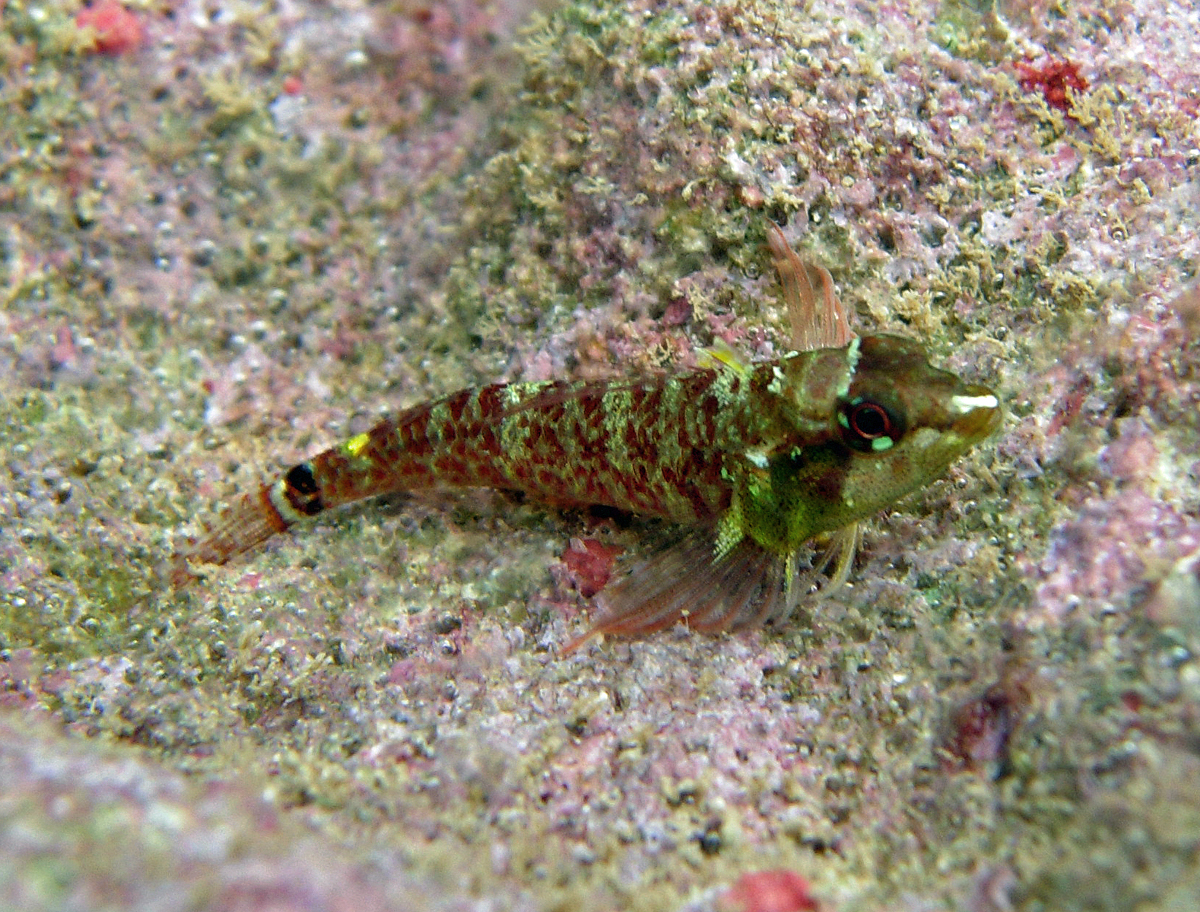
Enneapterygius elegans
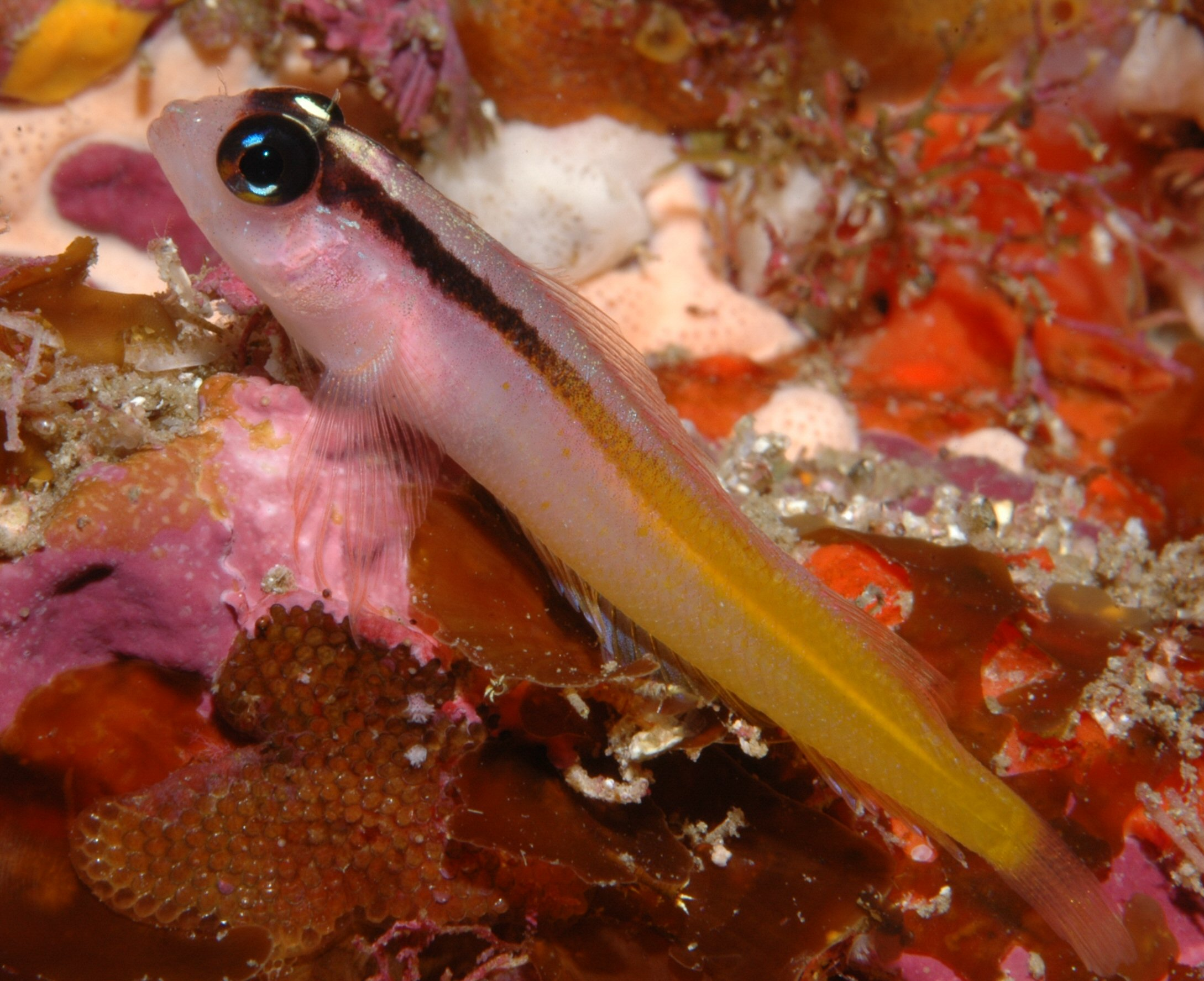
Fosterygion flavonigrum
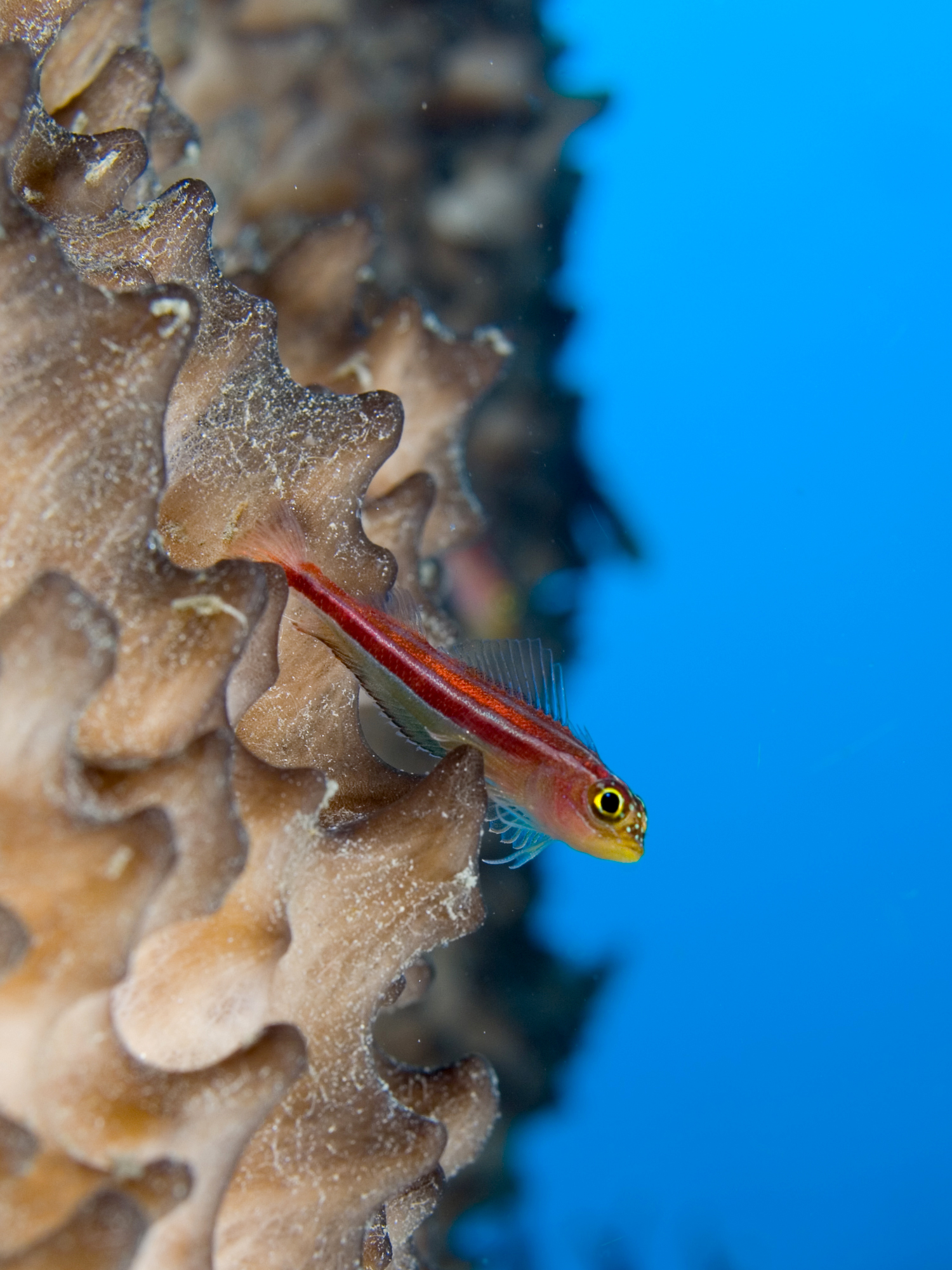
Helcogramma striata
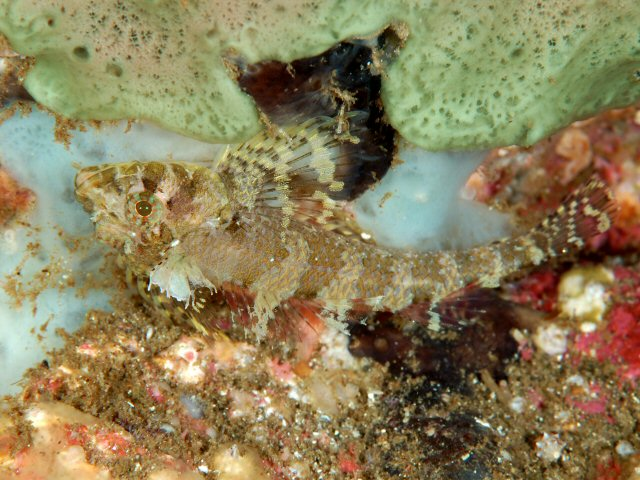
Norfolkia brachylepis
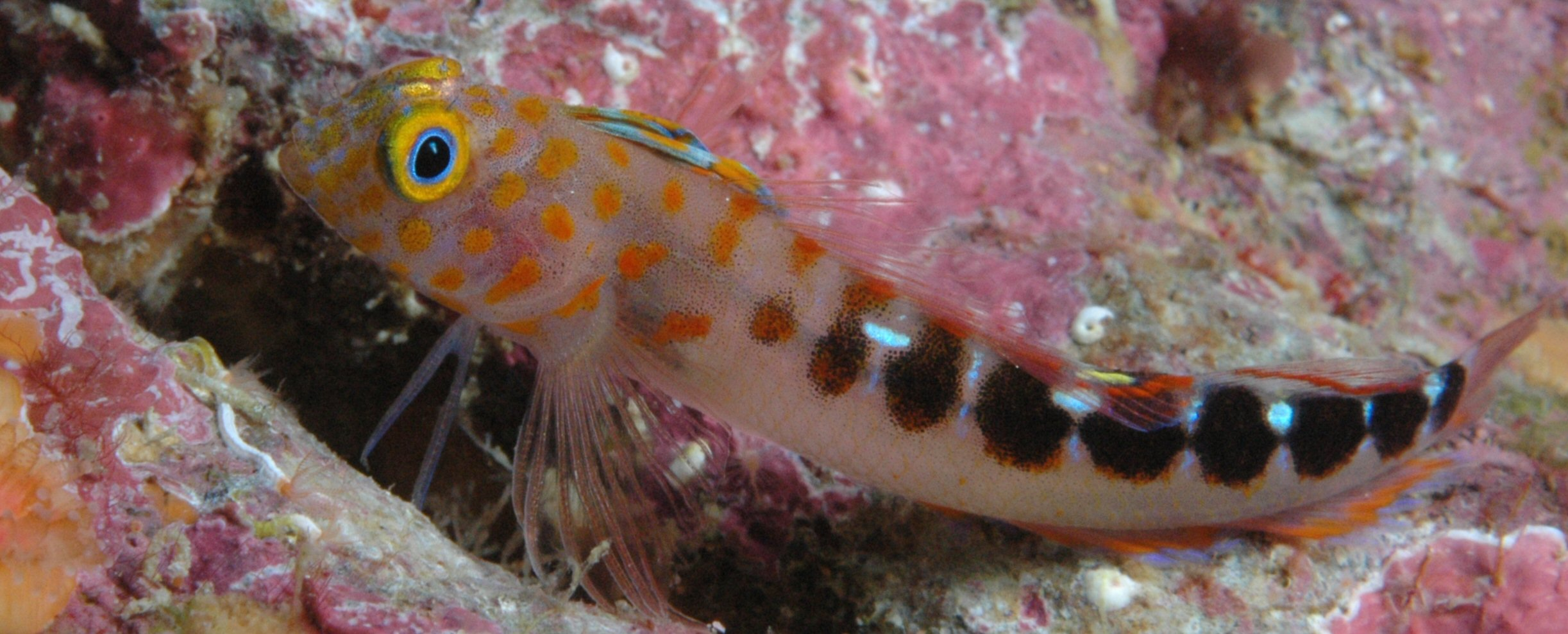
Notoclinops caerulepunctus
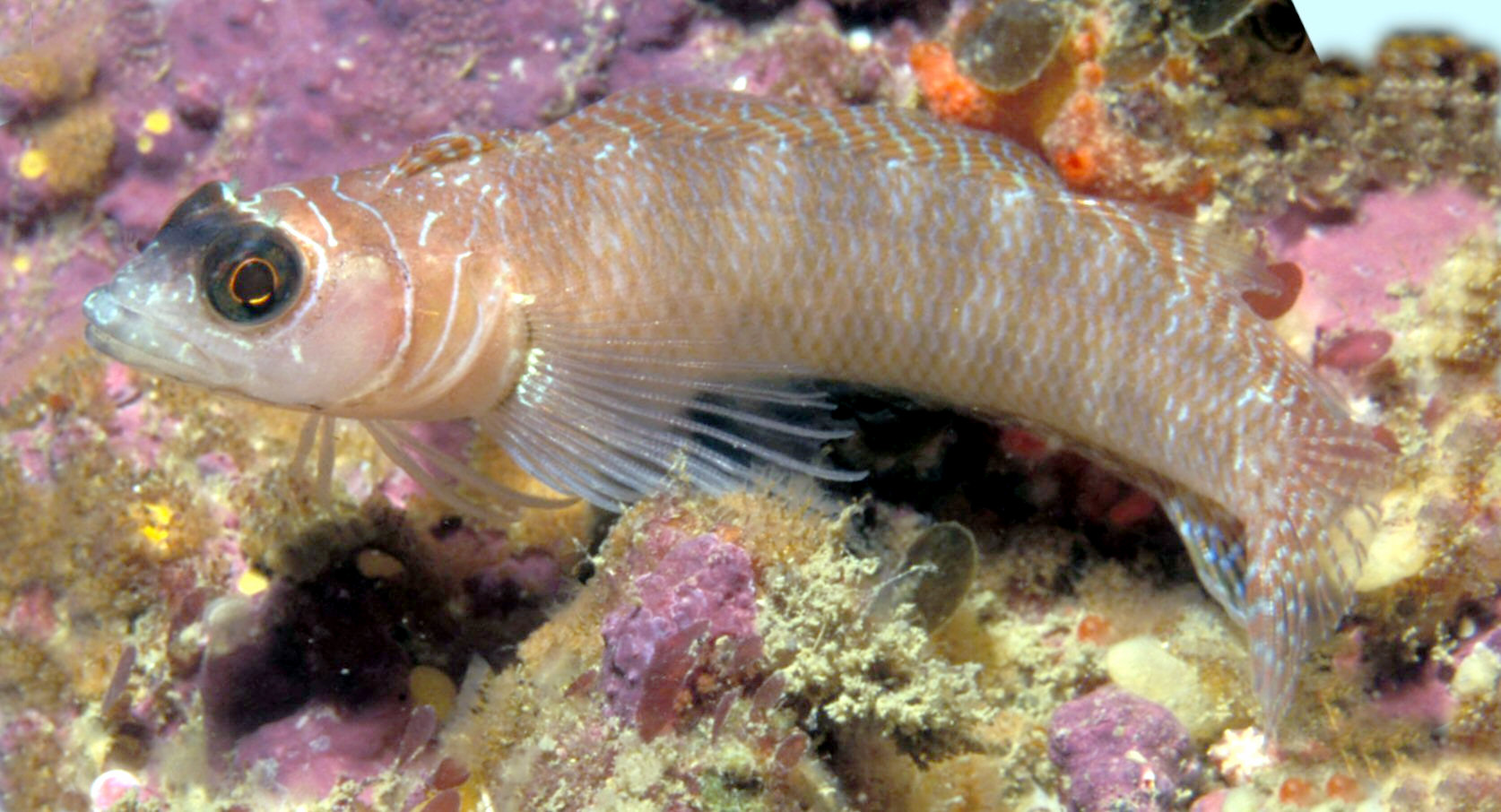
Ruanoho whero
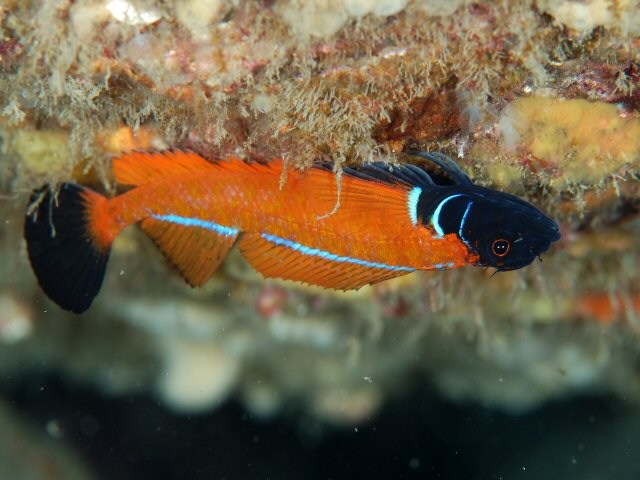
Springerichthys bapturus
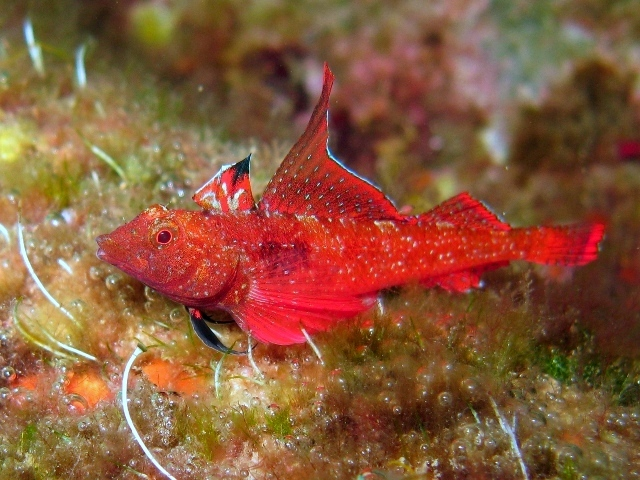
Tripterygion tripteronotus